# Orhan Veli Kanık

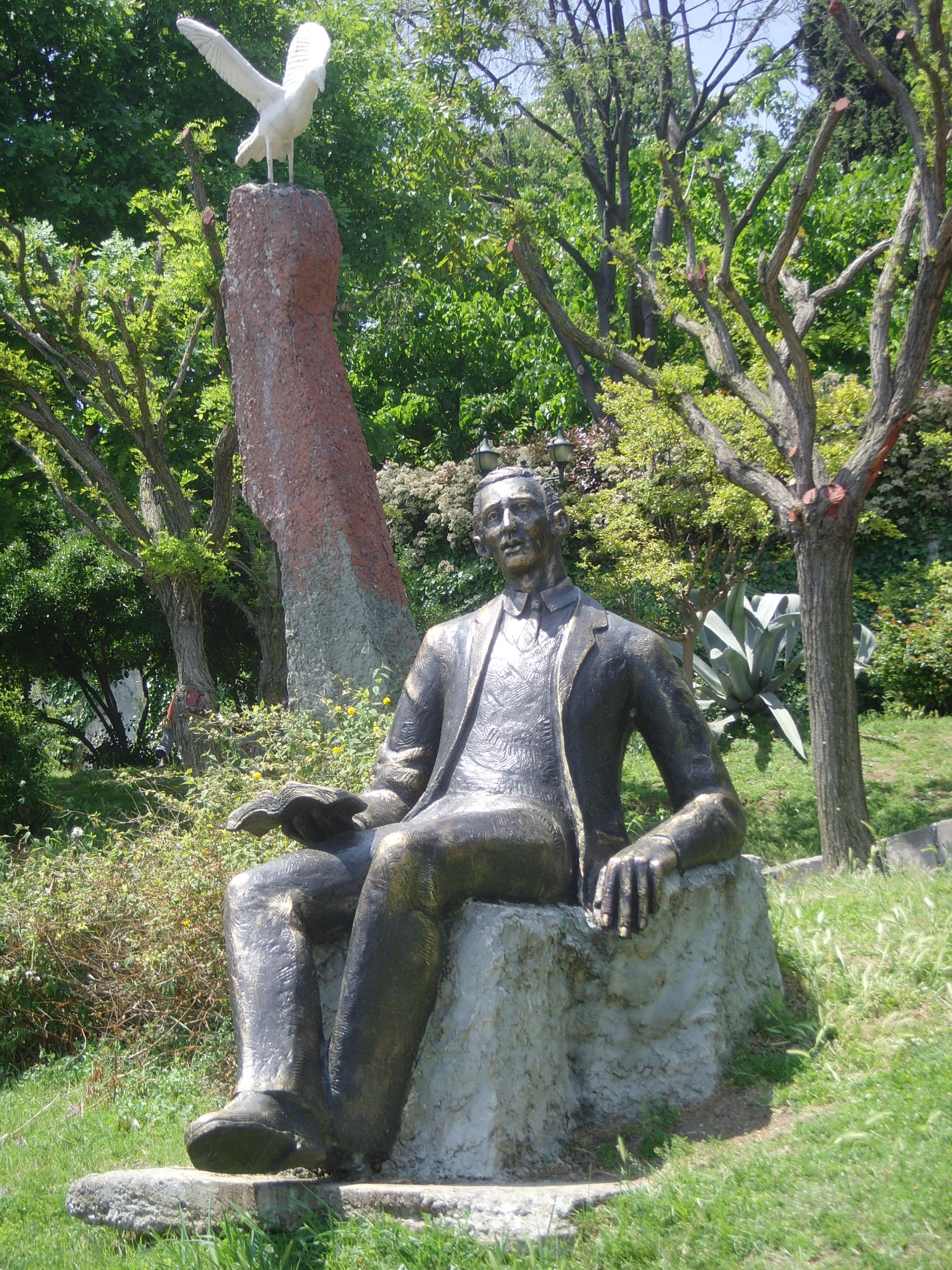
Eine Statue des Schriftstellers an seinem Grab.

Orhan Veli (ab 1934: Orhan Veli Kanık;) (* 13. April 1914 in Istanbul; † 14. November 1950 ebenda) war ein türkischer Dichter und Erneuerer der türkischen Poesie.

## Leben
Orhan Veli wurde im Istanbuler Stadtteil Beykoz geboren. Während seiner Gymnasialzeit am Gazi Lisesi in Ankara lernte Orhan Veli Oktay Rifat und Melih Cevdet kennen, mit denen er zusammen die Dichter-Gruppe Garip (Fremdartig) gründete. Er kam später in die Obhut von Ahmet Hamdi Tanpınar. 1935 brach Orhan Veli sein Philosophiestudium an der Universität Istanbul ohne Abschluss ab und arbeitete in der Folge in der Post-Verwaltung in Ankara. Mit 22 Jahren veröffentlichte er erste Gedichte in der Zeitschrift Varlık. Von 1942 bis 1945 folgte seine Militärzeit, anschließend arbeitete er im Übersetzungsbüro des Erziehungsministeriums. Er kündigte 1947 wegen „antidemokratischen Klimas“. Ab 1949 gab er die Literaturzeitschrift Yaprak (Blatt/Blätter) heraus, in der er seine Gedichte veröffentlichte. Nach 28 Ausgaben wurde die Zeitschrift eingestellt. Orhan Veli Kanık starb am 14. November 1950 an den Folgen eines Sturzes in eine ungesicherte Baugrube, durch eine Hirnblutung.
Der Name Garip drückt einen Bruch mit den herkömmlichen, als dekadent empfundenen Stilmitteln der osmanisch-türkischen Poesie aus. Stilistisch zeichnen sich Orhan Velis Gedichte durch die Aufnahme volkssprachlicher wie auch surrealistischer Elemente aus. Sein wohl bekanntestes Gedicht ist „İstanbulu dinliyorum“, eine Hommage an seine Heimatstadt Istanbul:
İstanbulu dinliyorum, gözlerim kapalı.

Önce hafiften bir rüzgâr esiyor,

Yavaş yavaş sallanıyor

Yapraklar, ağaçlarda;

Uzaklarda, çok uzaklarda,

Sucuların hiç durmıyan çıngırakları.

İstanbulu dinliyorum, gözlerim kapalı.

…
Istanbul, ich höre dich und schließe meine Augen.

Zuerst weht nur ein leichter Wind,

Streicht langsam nur und nicht geschwind

Die Blätter in den Bäumen.

Weit, weit, wie aus alten Träumen

Trägt er mir nun der Händler stetig Treiben.

Istanbul, ich höre dich und schließe meine Augen.

…
Orhan Veli ist bis heute einer der beliebtesten türkischen Poeten; viele seiner Gedichte wurden auch in Liedern vertont. Seine Gedichte wurden hauptsächlich von Yüksel Pazarkaya ins Deutsche übertragen. Es liegen auch einzelne Übersetzungen der Dichterin Safiye Can vor, seit 2021 auch eine Neuübersetzung von Achim Wagner.

## Werke
- Orhan Veli: Bütün Şiirleri [Sämtliche Gedichte], ADAM, İstanbul o. J.
- Orhan Veli: Bütün yazılari [Sämtliche Schriften], ADAM Yayınlari, İstanbul 1992 u.ö.
- Orhan Veli Kanık: Poesie. Texte in zwei Sprachen. Übers. v. Y. Pazarkaya und H. Mader, Suhrkamp, Frankfurt a. M. 1966.
- Orhan Veli Kanık [übersetzt und eingeleitet von Yüksel Pazarkaya]: Fremdartig / Garip. Dağyeli, Stuttgart 1985.
- Orhan Veli Kanık [übersetzt, ausgewählt und eingeleitet von Yüksel Pazarkaya]: Das Wort des Esels. Geschichten von Nasreddin Hodscha. Ararat, Berlin 1979, ISBN 3-921889-54-5.
- Orhan Veli: Schönes Wetter [übersetzt von Achim Wagner], hochroth Berlin 2021.

## Vertonung
- Müşfik Kenter: Orhan Veli – Bir Garip, Istanbul: Nepa. (Eine Aufnahme eines bekannten türkischen Schauspielers, mit musikalischer Untermalung der Gedichtlesung à la Piano-Bar).
- Sema & Taksim: Hommage an Istanbul, Asperg: Peregrina music, darauf: İstanbulu dinliyorum.
- İlhan Mimaroğlu: Face the Windmills, Turn Left: Prelude No. 12 (Sprecherin: Güngör Bozkurt).[4]